# Linia kolejowa Vöcklabruck – Kammer-Schörfling
Linia kolejowa Vöcklabruck – Kammer-Schörfling (niem. Bahnstrecke Vöcklabruck–Kammer-Schörfling, również Kammerer Bahn, Kammerer Hansl) – normalnotorowa linia kolejowa, łącząca austriackie miasta Vöcklabruck i Schörfling am Attersee, w kraju związkowym Górna Austria. Jej długość wynosi 10,9 km.
Koncesji na budowę linii udzielono w sierpniu 1881 roku. Linię otwarto w 1882.
Linia przebiega przez miejscowości Timelkam, Lenzing i Rosenau.